# Charlotte Stern
Charlotte Carolyn Daniels (Filadelfia, 22 de diciembre de 1929 - Auburn, Maine, 24 de agosto de 2008), hispanista estadounidense.
Hija de Charles y Julia (Bridenbach) Daniels, estudió primera enseñanza en Filadelfia y se graduó en la Temple University en 1951. Se casó con Carl Stern, un profesor de economía en Randolph-Macon, en 1952, de quien tomó el apellido. Hizo su maestría y doctorado en la Universidad de Pensilvania. Primero enseñó en Randolph-Macon en 1961 y obtuvo puesto fijo en 1968. También en el Lynchburg College desde 1954 a 1968. En 1980. En 1990 recibió de sus colegas el premio anual Katherine Graves Davidson. Se retiró de Randolph-Macon en 1992.
Fue profesora de español en el Randolph College durante alrededor de tres décadas y fue reputada como una autoridad en teatro medieval español; es autora de numerosos artículos sobre este tema en las revistas profesionales. Su libro The Medieval Theater in Castile fue publicado en 1996, y fue la mayor contribuyente de A Companion to the Medieval Theatre, un volumen enciclopédico publicado en 1989. Fue book review editor del Bulletin of the Comediantes y también trabajó en el Journal of Hispanic Philology y Ulula: Graduate Studies in Romance Languages. 
Fue miembro de la Modern Language Association of America, la Renaissance Society of America, la Medieval Academy of America, los Comediantes, la Cervantes Society of America, la American Society for Theatre Research, la Society of the Cantigueiros de Santa Maria y la Association for Hispanic Classical Theater. En 1982, fue elegida alumna miembro de Phi Beta Kappa en la Temple University. 
Durante largo tiempo fue miembro de la Primera Iglesia Unitaria de Lynchburg. Al traspasar los cincuenta años, ella solía pasar los veranos en  Mooselookmeguntic Lake, cerca de Oquossoc, Maine, con su familia. Durante toda su vida fue una gran luchadora en favor de los derechos humanos y los derechos civiles. Fue también una activa misionera unitaria que ayudó a construir una biblioteca en su parroquia que se abrió en el año 2003.